# The Ascension (album của Glenn Branca)
The Ascension là album phòng thu đầu tay của nhạc công guitar và nhà soạn nhạc người Mỹ Glenn Branca, được phát hành năm 1981 bởi 99 Records. Album mang đến những thử nghiệm với sự cộng hưởng bằng các chơi nhiều guitar được lên dây thay thế cùng lúc. 10.000 bản đĩa đã được tiêu thụ, album cũng nhận được nhiều khen ngợi từ các nhà phê bình.

## Bối cảnh
Branca muốn thử nghiệm sự cộng hưởng khi dây guitar được chỉnh tới cùng một nốt rồi chơi ở âm lượng lớn. Ông tập hợp Ascension Band với bốn tay guitar điện, một tay bass, và một tay trống. Nhóm nhạc gồm cả Lee Ranaldo, người sau đó sẽ gia nhập ban nhạc alternative rock Sonic Youth. Tay bass của nhóm quen biết với chủ sở hữu và các kỹ thuật viên của The Power Station, nên họ có thể thuê nó với giá rẻ. Họ thu năm nhạc khúc trong thời gian đi tour cho EP Lesson No. 1. "The Spectacular Commodity" được sáng tác trước Lesson No. 1, khởi đầu là một bản nhạc nhảy cho ban nhạc the Static của Brance.
Tiêu đề The Ascension được chọn để thể hiện một "sự tiếp nối" với những nhạc phẩm của Olivier Messiaen (L'ascension) và John Coltrane (Ascension). Bìa đĩa được họa sĩ Robert Longo thực hiện, lấy từ loạt ảnh "Men in the Cities" của Longo, trong đó mô tả những người mẫu ăn vận chỉ tề làm những tư thế kì quặc. Trên bìa, Branca mặc com lê, kéo lê một người đàn ông "đã chết". Branca từng phát biểu rằng ông muốn bìa là hình hai người đàn ông quan hệ đồng tính; như thay vì vậy, ông yêu cầu Longo "tạo nên một thứ làm liên tưởng đến nó."

## Các nhạc khúc
Album mở đầu bằng đoạn bass riff của "Lesson No. 2". Nhạc khúc này được xây dựng trên tiếng trống tom-tom và bốn guitar được khuếch âm với hồi âm, xoay quanh một đoạn trống và sự nghịch tai của guitar. Tiêu đề "The Spectacular Commodity" xuất phát từ lý thuyết tình huống (situationist). Bản nhạc gồm nhiều nhịp độ, guitar chơi ở nhiều quảng tám khác nhau. Một crescendo (đỉnh điểm) xuất hiện ở phút thứ chín, khi một guitar chơi hợp âm mở và hai guitar khác đệm vào. "Structure" được tạo nên quanh các hòa âm lập lại.
"Light Fields (In Consonance)" bắt đầu bằng nhịp điệu từ những mẫu nhạc một nốt. Về cuối, mẫu nhạc trở thành những âm giai quảng tám. Track chủ đề "The Ascension" tạo ra bồi âm từ hồi âm guitar. Chúng tạo nên một quảng âm dày, hỗn loạn liên tục mạnh lên.

## Tiếp nhận phê bình
| Đánh giá chuyên môn | Đánh giá chuyên môn |
| Nguồn đánh giá      | Nguồn đánh giá      |
| Nguồn               | Đánh giá            |
| ------------------- | ------------------- |
| Allmusic            | [ 8 ]               |
| Robert Christgau    | B                   |
| The New York Times  | tích cực            |
| NME                 | 9/10                |
| Pitchfork Media     | 10/10               |
| Tiny Mix Tapes      | tích cực            |

Từ khi mới phát hành, The Ascension đã nhận được nhiều phản hồi tích cực từ các nhà phê bình. Trong bài đánh giá cho The New York Times, John Rockwell viết rằng The Ascension đã làm tốt hơn Lesson No. 1 trong việc tái hiện tác động của những buổi diễn live của Branca dù "những tác phẩm đó có lẽ quá diệu kì và quá ồn để có thể tái hiện trên đĩa nhạc." Album được xếp ở vị trí số 6 trên danh sách album hay nhất năm 1981 của tạp chí này. Kristine McKenna của Los Angeles Times ghi nhận rằng album "truyền đạt tốt một cách đáng ngạc nhiên cái năng lượng tuyệt đỉnh của màn diễn trực tiếp...[nó] thiếu đi cái không gian tuyệt mĩ trong show diễn của Branca, nhưng đủ hay để làm lời giới thiệu đến tài năng mới này." Robert Christgau của The Village Voice cho rằng album "hay về mặt âm thanh" nhưng "cảm giác về cấu trúc...bị nhấn chìm trong thứ cám thế kỷ mười chín." Trong danh sách Pazz & Jop năm 1981, biên soạn bởi Christgau dựa trên ý kiến của hàng trăm nhà phê bình, The Ascension được xếp ở vị trí 51.
Pitchfork Media cho album điểm hoàn hảo 10.0. AllMusic cho rằng nó là "một trong những album rock hay nhất từng được làm ra", thêm vào rằng "sự thử nghiệm âm thanh" của The Ascension gần gũi hơn với những nghệ sĩ avant-garde như La Monte Young và Phill Niblock. Fact xếp album ở vị trí số 8 trong danh sách những album hay nhất thập niên 1980.

## Phát hành và ảnh hưởng
The Ascension được phát hành qua hãng đĩa 99 Records của Ed Bahlman. Nhờ cửa hàng trên Phố Macdougal tại Manhattan, New York, Bahlman đã bán được hơn 10.000 bản đĩa, và những bản đĩa than trở thành mục tiêu sưu tầm của nhiều người. Dù có thể xem là thành công đối với một đĩa nhạc ra mắt độc lập, album không hề khiến các hãng đĩa lớn chú ý. New Tone Records tái phát hành The Ascension dưới dạng CD năm 1999, Acute Records lại tái phát hành nó năm 2003 cùng một đoạn phim cũ quay hình Branca biểu diễn trong căn hộ của Jeffrey Lohn. The Ascension hiện là tác phẩm nổi tiếng nhất của Branca. Branca đã ra mắt một "phần tiếp", tên The Ascension: The Sequel năm 2010. Ông cũng đổi tên Neutral Records thành Systems Neutralizers, thực ra là tên ban đầu của nó.
The Ascension đã ảnh hưởng lên âm nhạc của Sonic Youth và Swans. Kurt Kellison nghe được album vào năm 1984 và từng phát biểu, "Tôi không còn cảm nhận âm nhạc như trước đó nữa." Sau khi lập ra Atavistic Records, Kellison đã phát hành một vài bản giao hưởng guitar của Branca. Năm 2013, David Bowie xếp The Ascension vào trong danh sách 25 album yêu thích nhất của ông, "Confessions of a Vinyl Junkie", nói rằng "qua năm tháng, [âm nhạc của] Branca trở nên ồn ào và phức tạp hơn, nhưng tại đây, trên track chủ đề, bản tuyên ngôn của anh ấy đã được hoàn thành rồi."

## Danh sách nhạc khúc
Tất cả các ca khúc được viết bởi Glenn Branca, trừ khi có ghi chú.
| Side one | Side one                    | Side one                                       | Side one   |
| STT      | Nhan đề                     | Sáng tác                                       | Thời lượng |
| -------- | --------------------------- | ---------------------------------------------- | ---------- |
| 1.       | "Lesson No. 2"              | Glenn Branca, Jeffrey Glenn, Stephan Wischerth | 4:59       |
| 2.       | "The Spectacular Commodity" |                                                | 12:41      |
| 3.       | "Structure"                 |                                                | 3:00       |

| Side two | Side two                      | Side two   |
| STT      | Nhan đề                       | Thời lượng |
| -------- | ----------------------------- | ---------- |
| 1.       | "Light Field (In Consonance)" | 8:17       |
| 2.       | "The Ascension"               | 13:10      |

## Thành phân tham gia
- Glenn Branca - guitar
- Ned Sublette - guitar
- David Rosenbloom - guitar
- Lee Ranaldo - guitar
- Jeffrey Glenn - bass
- Stephan Wischerth - trống
- Ed Bahlman - sản xuất
- James Farber - thu âm, phối khí
- Howie Weinberg - master